# Halte de Fontainebleau-Forêt
La halte de Fontainebleau-Forêt est une halte ferroviaire française de la ligne de Paris-Lyon à Marseille-Saint-Charles (ligne classique), située sur le territoire de la commune de Fontainebleau, dans le département de Seine-et-Marne, en région Île-de-France. Comme son nom l'indique, elle dessert la forêt de Fontainebleau.
C'est une halte de la Société nationale des chemins de fer français (SNCF), desservie le matin les week-ends et les jours fériés, par des trains de la ligne R du Transilien.

## Situation ferroviaire

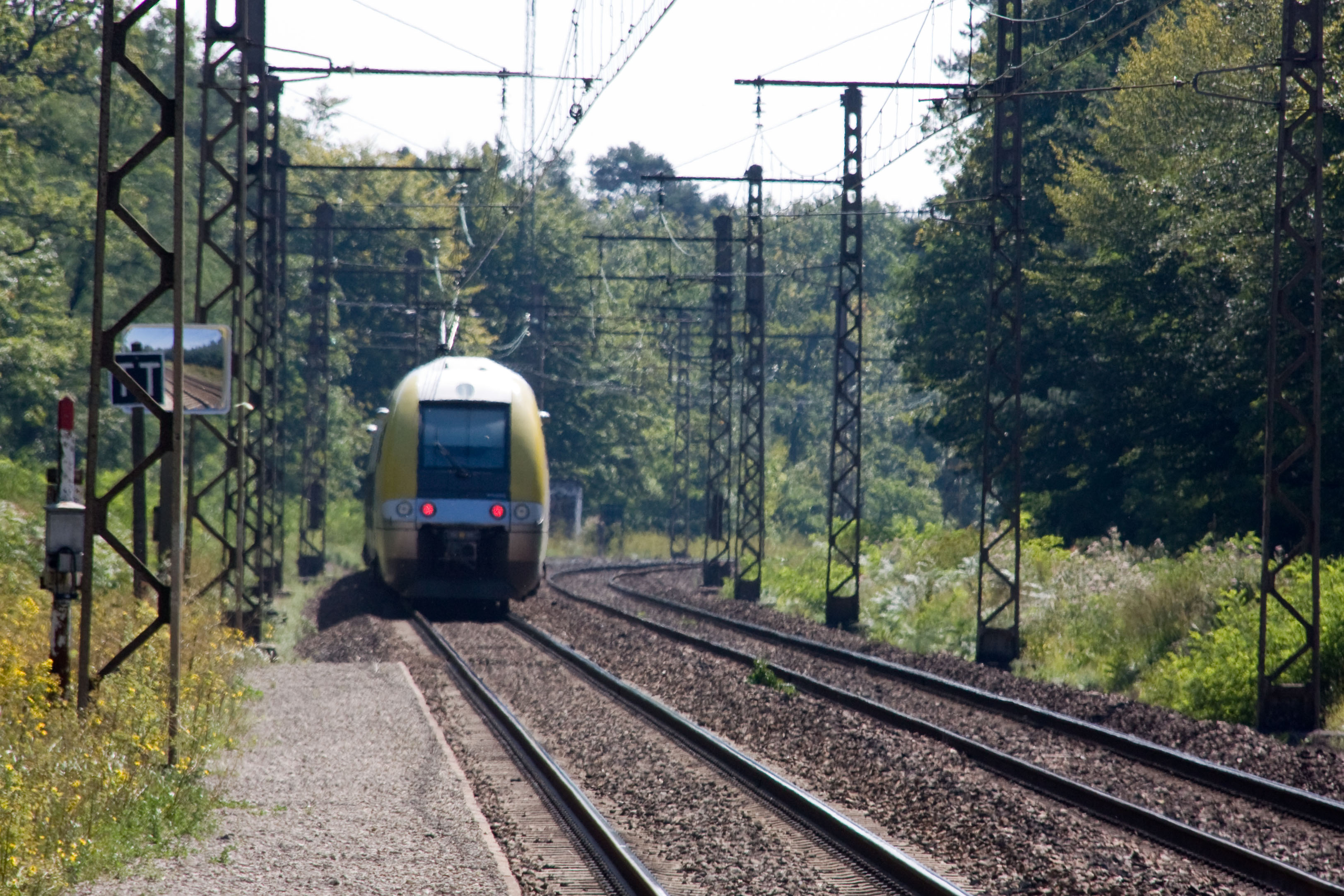
Une rame B 81500 du TER Bourgogne traverse la halte en direction du sud, sans s'y arrêter.

La halte de Fontainebleau-Forêt est située en pleine forêt de Fontainebleau, à 90 m d'altitude, au point kilométrique (PK) 55,000 de la ligne de Paris-Lyon à Marseille-Saint-Charles (ligne classique). La halte est à mi-chemin entre les gares de Bois-le-Roi et  de Fontainebleau - Avon dont elle est distante d'environ quatre kilomètres.

## Histoire
La halte de Fontainebleau-Forêt fut créée au début des années 1950 dans le but exclusif d'acheminer les randonneurs et cyclistes franciliens au cœur de la forêt. Ce point d'arrêt n'a jamais été destiné à la montée et aucun aménagement urbain ne fut envisagé à proximité. Au cours de la décennie 1950, la halte rencontre un certain succès, voyant passer, certains week-ends, jusqu'à 500 voyageurs descendants.
Suspendue pour une durée initialement indéterminée lors de la crise sanitaire de 2020, la desserte de la halte reprend à partir du 14 février 2022. Le nombre de trains s'y arrêtant est cependant réduit, passant de 4 trains les samedis, dimanches et jours fériés avant la crise sanitaire à seulement 2.
La longueur du quai étant insuffisante pour accueillir entièrement deux ou trois rames, les trains circulant en unité multiple assurant la desserte de la halte voient systématiquement leurs rames arrières interdites aux voyageurs dans le sens Paris > Montargis. Sans cette mesure, la sécurité des voyageurs descendants ne serait pas assurée compte tenu de la différence de hauteur entre le sol et le plancher des trains. Pour la suite du parcours, les portes de la rame condamnée s'ouvrent à Fontainebleau-Avon.
Aucun aménagement de la halte ou de ses alentours n'est prévu à moyen terme par SNCF Réseau ou Île-de-France Mobilités, l'endroit étant particulièrement difficile d'accès pour des véhicules routiers.

## Service voyageurs

### Accueil

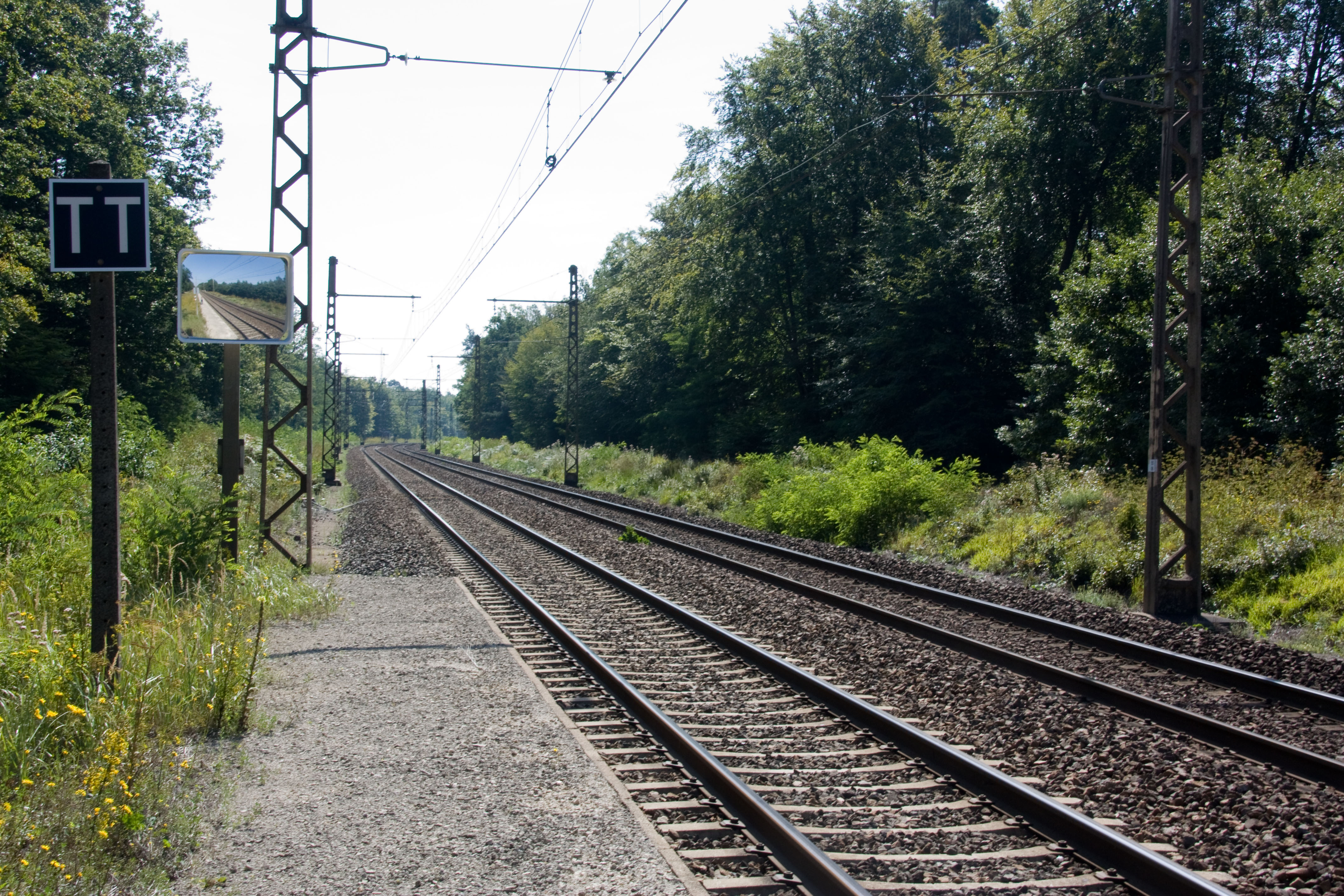
Pancarte TT (tête du train) et miroir à l'extrémité sud du quai.

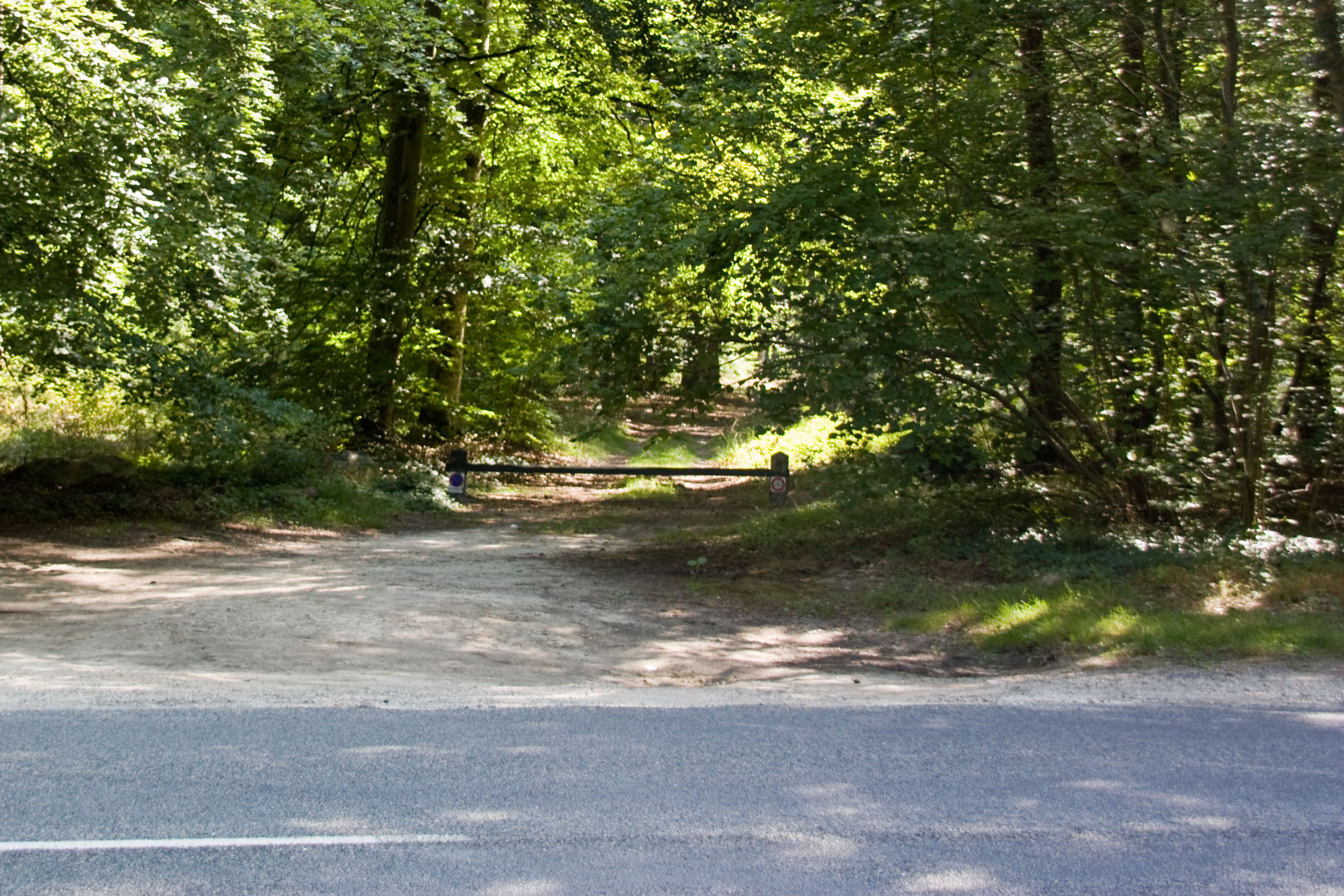
Accès à la halte par la route de la Girolle depuis la RD 116.

La halte ne comporte aucun bâtiment ni signalétique. Son unique quai, le long de la voie 1 en direction de Fontainebleau, se limite à un simple remblai recouvert de graviers. À son extrémité sud, côté Fontainebleau, un miroir permet au conducteur du train de contrôler la descente des voyageurs. Une pancarte TT (tête de train) indique au conducteur le point où il doit s'arrêter pour desservir le quai.
La SNCF définit la halte comme un point d'arrêt non géré (PANG) : le service y est assuré par le personnel des trains desservant ce point.
Elle est destinée aux randonneurs et permet un accès direct à la forêt, en dehors des zones habitées. Elle est réservée à la descente : la montée de voyageurs n'y est pas autorisée.
Sur le lieu même de la halte, aucun panneau n'indique son nom, ni même sa fonction. L'arrêt n'est indiqué ni sur le plan officiel des gares d'Île-de-France ni sur le plan des gares de la ligne R. La fiche horaires applicable mentionne cet arrêt à son ordre normal, sous le nom de « Fontainebleau Forêt », entre les gares de Bois-le-Roi et Fontainebleau - Avon, uniquement sur celle des samedis, dimanches et jours fériés de la ligne R du Transilien. Les écrans de desserte indiquant les gares desservies mentionnent parfois un « Arrêt en forêt », comme à Paris-Gare-de-Lyon, mais pas toujours.
Aucune route carrossable ne permet l’accès à la halte. Seuls des chemins forestiers permettent d’y accéder ou de la quitter. L’accès sud se fait par la route de la Girolle depuis la RD 116 en direction du sud-est. Deux cents mètres plus loin, il faut prendre la route d’Aumale en direction du nord-est. À environ cent cinquante mètres la route d’Aumale passe sous les voies de la ligne. L’accès au quai de la voie 1 se fait par un petit sentier immédiatement à droite après le passage sous les voies.

### Desserte
Depuis le 14 février 2022, cette halte est desservie par deux trains de la ligne R du Transilien, portant le code mission GOMO, uniquement dans le sens de Paris vers Fontainebleau, le matin des samedis, dimanches et jours fériés (départs à 8 h 16 et 9 h 16 de Paris-Gare-de-Lyon).
Les randonneurs souhaitant revenir vers Melun et Paris doivent atteindre à pied les gares voisines de Bois-le-Roi, de Fontainebleau - Avon ou encore de Vulaines-sur-Seine - Samoreau.

## Galerie de photographies

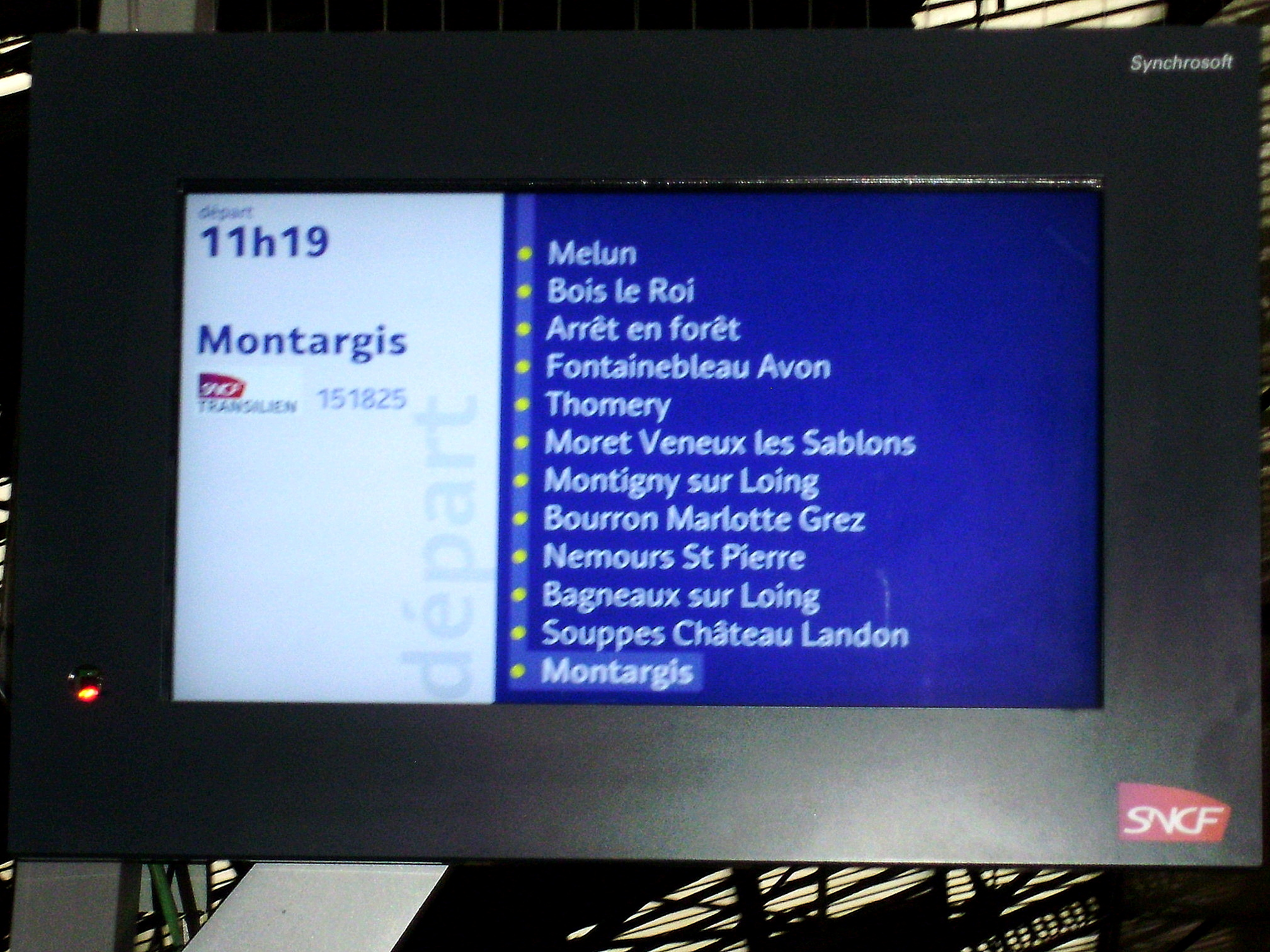
Écran de desserte du train 151825 du 23 décembre 2012 à 11:19 au départ de Paris-Gare-de-Lyon mentionnant l'arrêt en forêt.
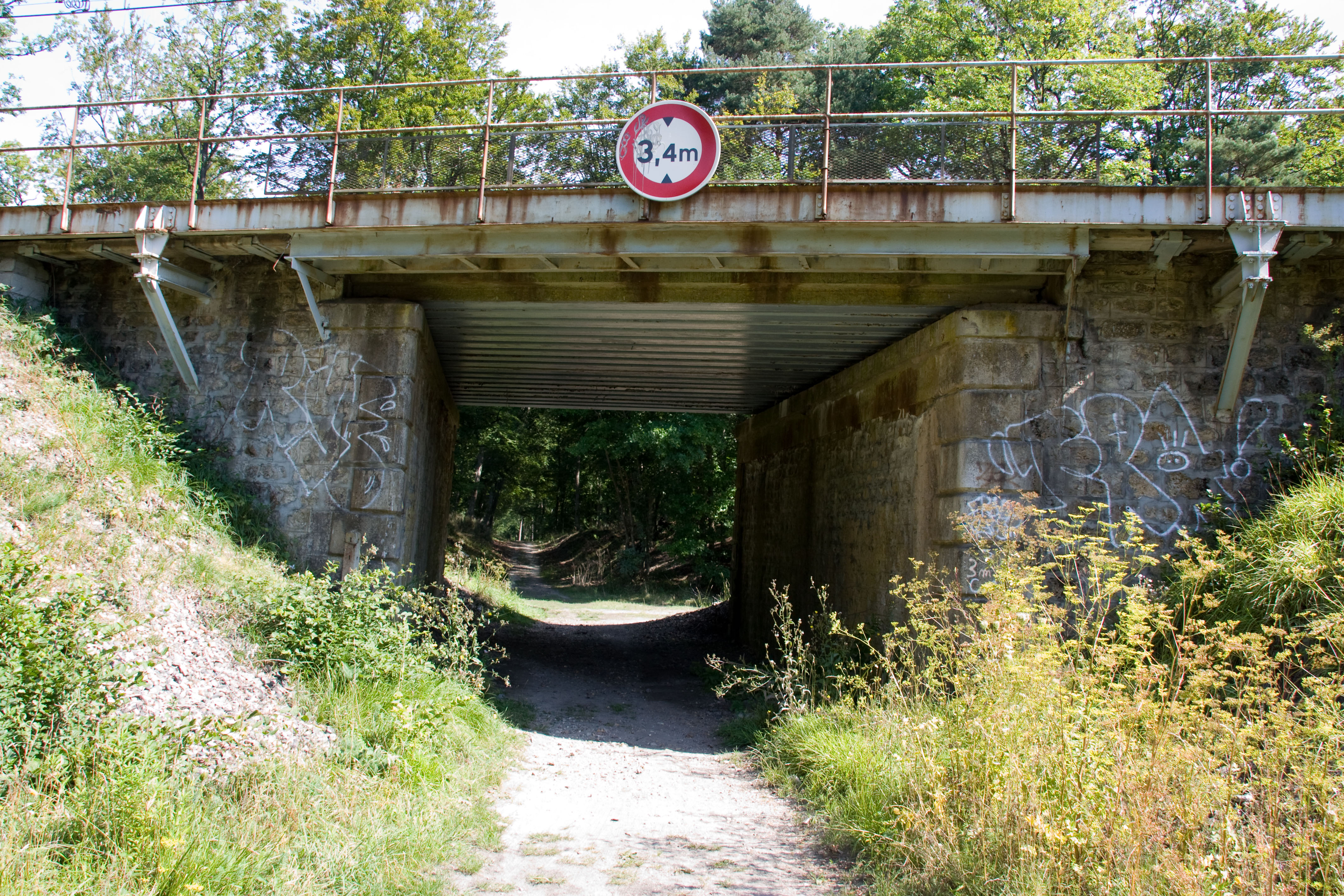
Passage sous les voies depuis la route d’Aumale.
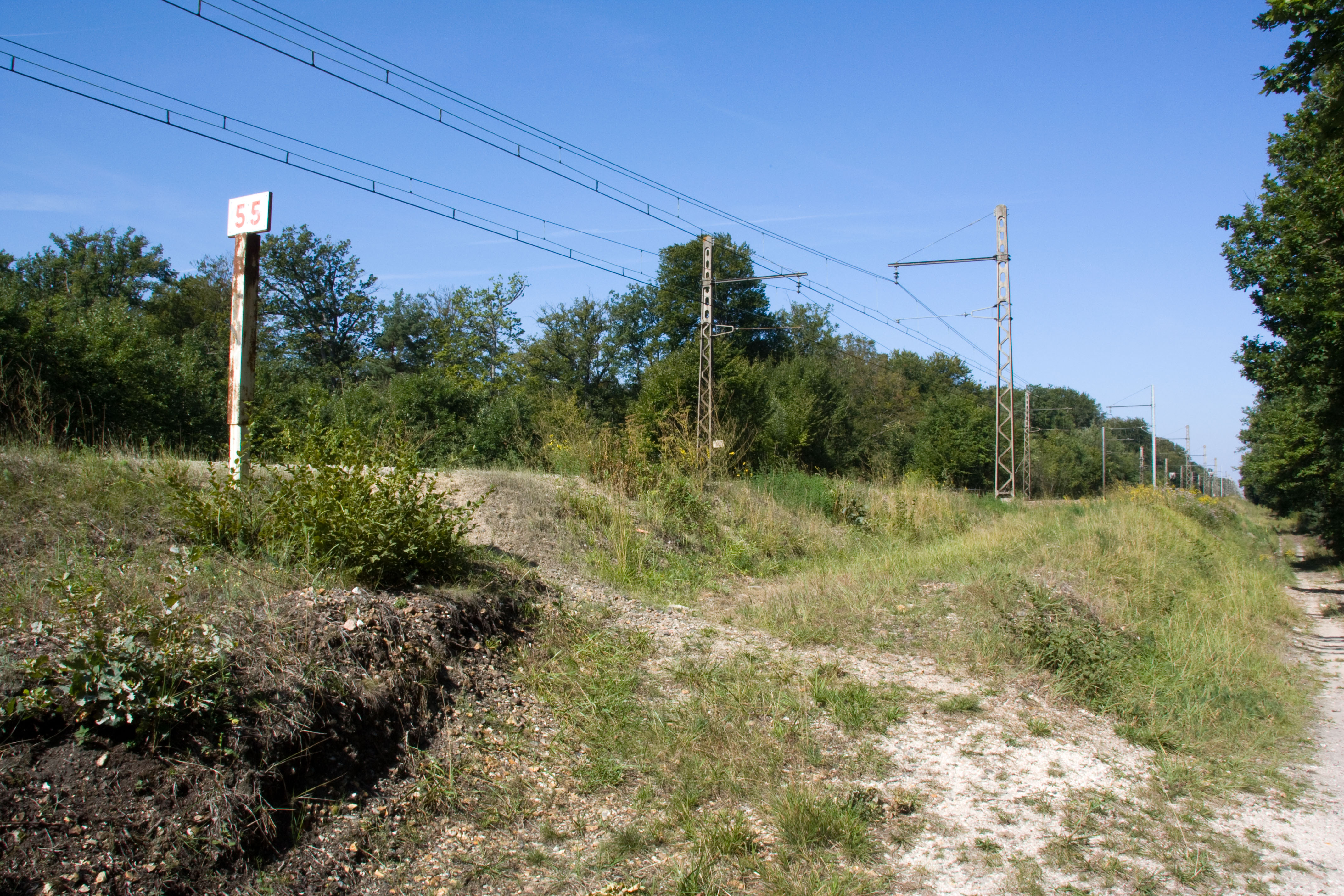
Accès au quai depuis la route d’Aumale après le passage sous les voies.
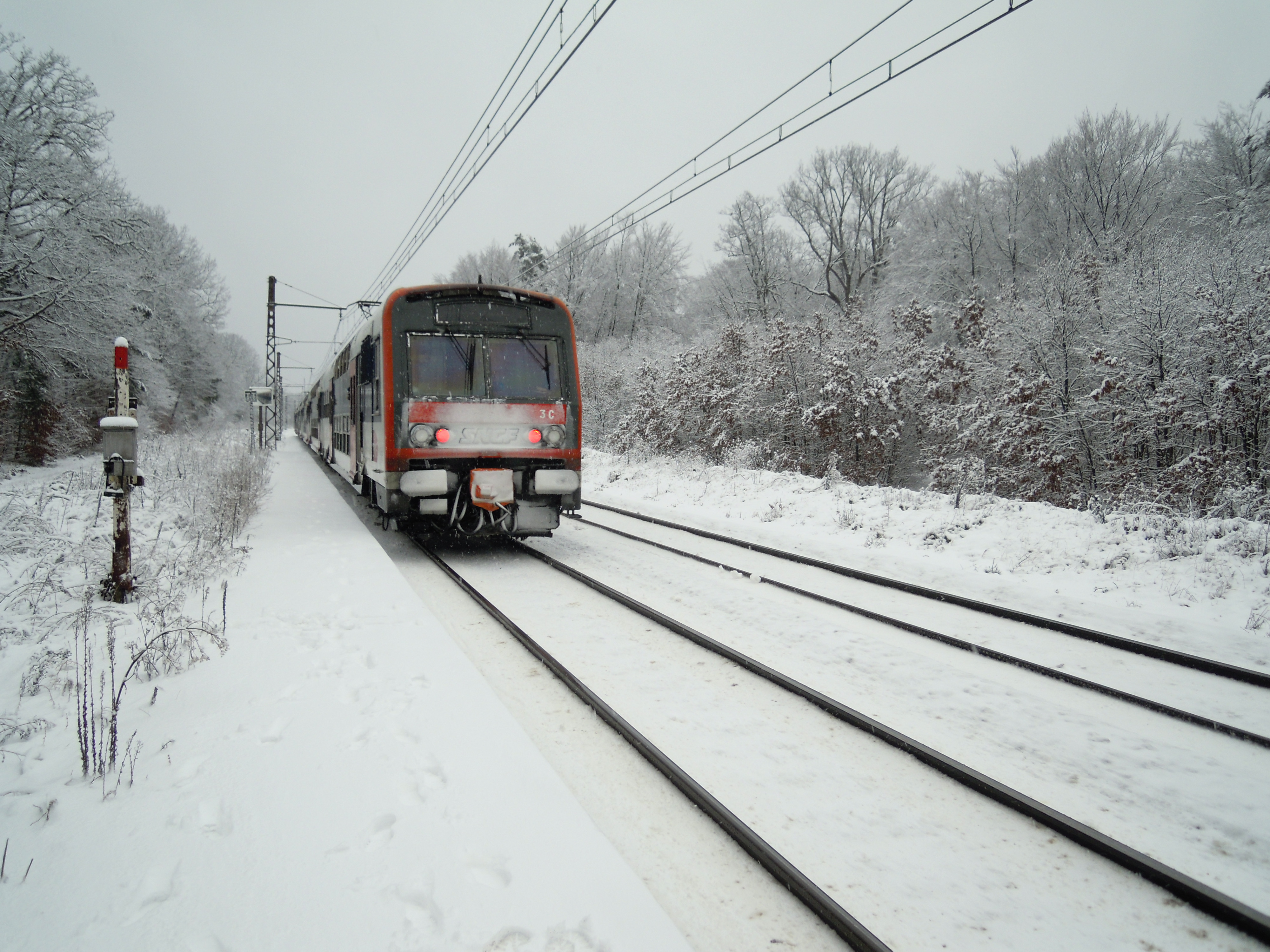
Un dimanche matin enneigé, après avoir desservi la halte, une rame venue de Paris repart pour Montargis.
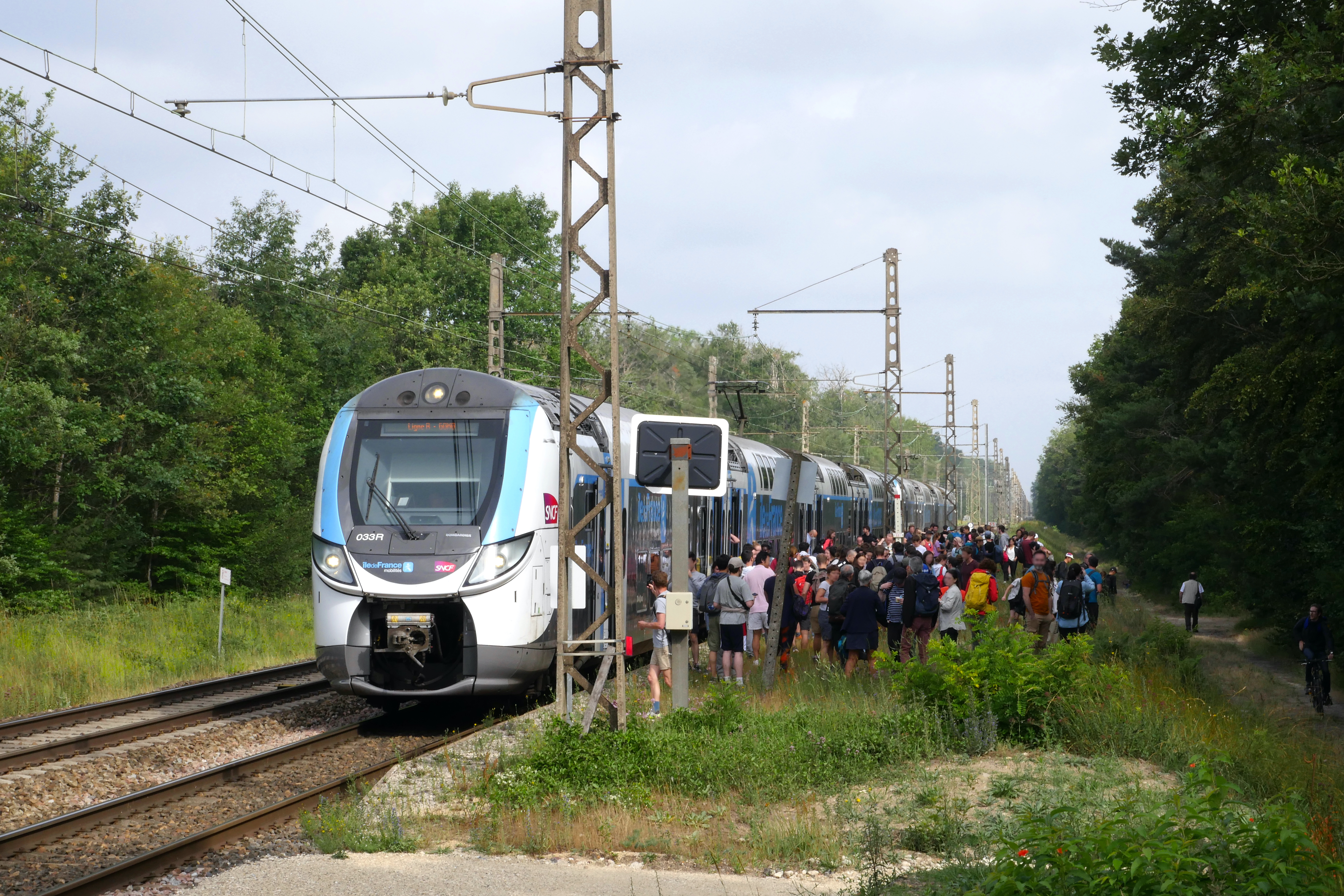
Un Regio 2N déposant les randonneurs sur le quai.
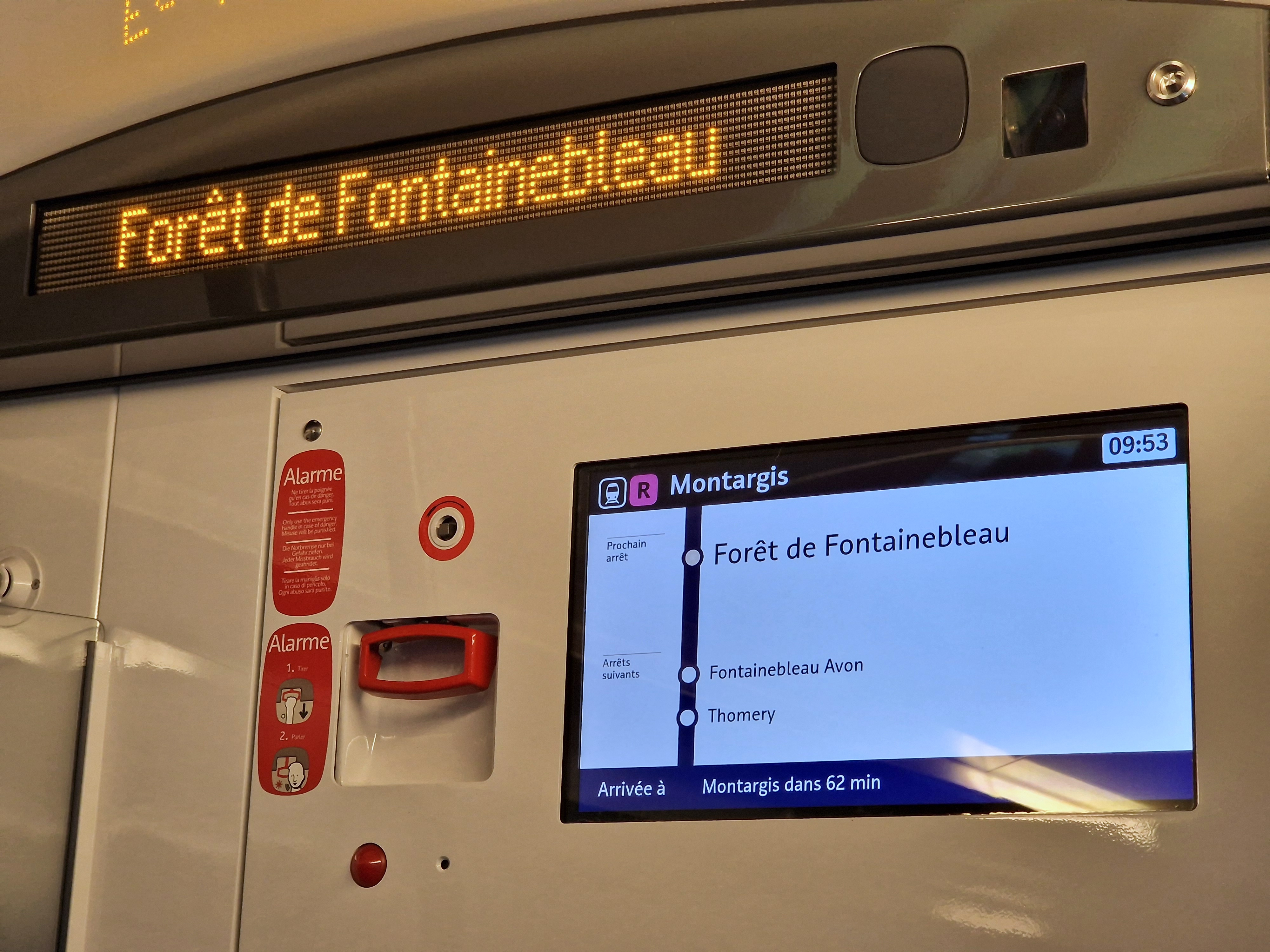
Affichage de l'arrêt en forêt dans une rame Z57000.